# Soleymieu
Soleymieu – miejscowość i gmina we Francji, w regionie Owernia-Rodan-Alpy, w departamencie Isère.
Według danych na rok 1990 gminę zamieszkiwały 434 osoby, a gęstość zaludnienia wynosiła 32 osób/km² (wśród 2880 gmin regionu Rodan-Alpy Soleymieu plasuje się na 1203. miejscu pod względem liczby ludności, natomiast pod względem powierzchni na miejscu 871.).